# Michał Olszewski (poseł)
Michał Józef Olszewski (ur. 19 września 1868 w Lusławicach, zm. 15 września 1924 w Jaworzniku) – polski działacz gospodarczy i samorządowy, publicysta, polityk ludowy, poseł do austriackiej Rady Państwa.

## Życiorys
Ukończył szkołę ludową w Lusławicach i 4 klasy szkoły realnej w Tarnowie. Metodą samokształcenia zdobył dużą wiedzę oraz biegłą znajomość języka niemieckiego. Był człowiekiem zamożnym. Mieszkał w Lusławicach gdzie posiadał kilkudziesięciomorgowe gospodarstwo rolne, również żona wniosła mu znaczny posag. Był wójtem w Lusławicach, prezesem kasy pożyczkowej w Tuchowie (pow. tarnowski) i prezesem komitetu kościelnego w Zakliczynie. Wcześnie zaangażował się politycznie. Był współzałożycielem (1895), a następnie czynnym działaczem Stronnictwa Ludowego późniejszego Polskiego Stronnictwa Ludowego. Od 1895 zastępcą członka, a w latach 1901–1913 członkiem wydziału wykonawczego PSL. Był także w latach 1903–1908, 1910–1913 członkiem Rady Naczelnej PSL. Współpracował z wieloma pismami ludowymi, przede wszystkim z „Przyjacielem Ludu”. W tym początkowym okresie ruchu ludowego należał do najwybitniejszych działaczy pochodzenia chłopskiego. Jako bliski współpracownik Jana Stapińskiego wprowadził do szerszej polityki Wincentego Witosa. Zaangażowany był także jako członek Rady Nadzorczej Banku Parcelacyjnego we Lwowie, w parcelację za gotówkę majątków ziemiańskich wśród chłopów. Uważał, że taka parcelacja wzorem czeskim rozwiąże problem głodu ziemi w Galicji. Sam dzięki pomocy Banku zakupił resztówkę majątku w Kannie w pow. dąbrowskim, gdzie mieszkał do końca wojny światowej.
W latach 1907–1908 krytycznie był nastawiony do nowej taktyki kierownictwa PSL zmierzającego do zmiany opozycyjnej dotąd polityki wobec rządu i doprowadzenia do ugody z rządzącymi Galicją konserwatystami. Tę postawę manifestował przede wszystkim w wydawanej przez niego i redagowanej przy pomocy Józefa Stanka "Gazecie Chłopskiej" wychodzącej w Tarnowie w latach 1907–1908. Pismo wzorem czeskich agrariuszy popierało wyłącznie chłopskie interesy i krytykowało postawę kleru. Zaatakowano także tzw. „Paradenbauerów” – chłopów, którzy w ozdobnych strojach krakowskich pojechali do Wiednia na jubileusz cesarski. Tę frondującą wobec kierownictwa PSL politykę zakończył w 1908, po kongresie PSL który zatwierdził linię polityczną Stapińskiego.
Był członkiem Rady Powiatu w Brzesku (1898–1910). Był także członkiem Rady Szkolnej w Brzesku. Poseł do austriackiej Rady Państwa X kadencji (31 stycznia 1901 – 30 stycznia 1907) i XI kadencji (17 czerwca 1907 – 30 marca 1911). Wybrany w kadencji X w kurii IV (gmin wiejskich) z okręgu wyborczego nr 5 (Bochnia-Wiśnicz-Niepołomice-Brzesko-Wojnicz-Radłów), a po zmianie ordynacji wyborczej w kadencji XI z galicyjskiego dwu-mandatowego okręgu galicyjskiego nr 42 (Radłów-Wojnicz-Zakliczyn-Tarnów-Tuchów). W parlamencie austriackim należał w latach do 1901–1907 klubu Polskiego Stronnictwa Ludowego (w 1907 wiceprzewodniczący), a następnie w latach 1908–1911 do grupy posłów ludowych Koła Polskiego w Wiedniu.
Po przejściu w 1912 zapalenia mózgu, wycofał się z szerszej działalności politycznej. Po rozłamie w PSL w 1913 opowiedział się za Polskim Stronnictwem Ludowym – Lewicą, gdzie był następnie członkiem Rady Naczelnej. Wspierał działalność wielu polskich instytucji naukowych i oświatowych. Członek Komitetu Budowy Pomnika Grunwaldzkiego w Krakowie, wspierał materialnie Bibliotekę Polonijną w Windsorze w Kanadzie i Muzeum Polskie w Rapperswilu, od 1902 był członkiem honorowym Towarzystwa Muzeum.
Po I wojnie przeniósł się w 1918 do nowo zakupionej resztówki majątku Jaworznik w pow. Zawiercie, gdzie mieszkał do końca życia. Został pochowany na cmentarzu w Żarkach.

## Życie prywatne
Urodzony w zamożnej rodzinie chłopskiej, był synem Franciszka i Katarzyny z Migdałów. W 1889 ożenił się z Barbarą z domu Spieszną, Mieli siedmiu synów (m.in. Stanisława, Michała i Jakuba) oraz dwie córki (m.in. Ewę).